# Capparis callophylla
Capparis callophylla är en kaprisväxtart som beskrevs av Carl Ludwig von Blume. Capparis callophylla ingår i släktet Capparis och familjen kaprisväxter. Inga underarter finns listade i Catalogue of Life.